# Saint-Bonnet
Pour les communes et personnes homonymes, voir Saint-Bonnet (homonymie). Pour l'évêque de Clermont, voir saint Bonnet.
Saint-Bonnet est une commune du Sud-Ouest de la France située dans le département de la Charente, en région Nouvelle-Aquitaine.

## Géographie

### Localisation et accès
Saint-Bonnet est une commune située à 4 km à l'est de Barbezieux, 27 km au sud-ouest d'Angoulême et 80 km au nord-est de Bordeaux.
Le bourg de Saint-Bonnet est aussi à 10 km à l'ouest de Blanzac, 14 km au sud de Châteauneuf, et 30 km au sud-est de Cognac, sa sous-préfecture.
La commune est traversée au sud par la D5, route de Barbezieux à Blanzac, qui passe à 1,5 km du bourg. La D124 venant de Barbezieux dessert le bourg. La N10 entre Angoulême et Bordeaux passe à 2,5 km à l'ouest du bourg, et est accessible par les échangeurs de Barbezieux-nord ou Barbezieux-est.
L'habitat est assez dispersé et la commune comprend de nombreuses fermes et petits hameaux. Située près de Barbezieux, Saint-Bonnet devient aussi depuis les années 2000 une zone résidentielle.

### Hameaux et lieux-dits
La commune compte surtout de nombreuses fermes mais aussi de petits hameaux : le Gât, Chez Magnet, Sainte-Catherine au nord-est, Chez Besson, Chez Merceron à l'est, Lazérat, Chez Rétoré au sud, Chez les Bonnets, Chez Moindron à l'ouest, etc..

### Communes limitrophes
| Saint-Médard             | Vignolles    | Ladiville, Val des Vignes |
| Barbezieux-Saint-Hilaire | Saint-Bonnet | Angeduc                   |
| Salles-de-Barbezieux     | Challignac   | Saint-Aulais-la-Chapelle  |

### Géologie et relief
Pour un article plus général, voir Géologie de la Charente.
La commune est située sur le calcaire crayeux du Campanien (Crétacé supérieur), qui occupe une grande partie du Sud Charente,,.
Le relief de la commune est faible. Elle occupe un dos de terrain qui s'allonge entre deux vallées parallèles de direction sud-nord. Son point culminant est à 110 m d'altitude sur la limite nord, mais l'altitude avoisine les 100 m en de nombreux endroits. Le point le plus bas est à 45 m, situé le long du Beau en limite nord-ouest. Le bourg est à 70 m d'altitude.

### Hydrographie

#### Réseau hydrographique

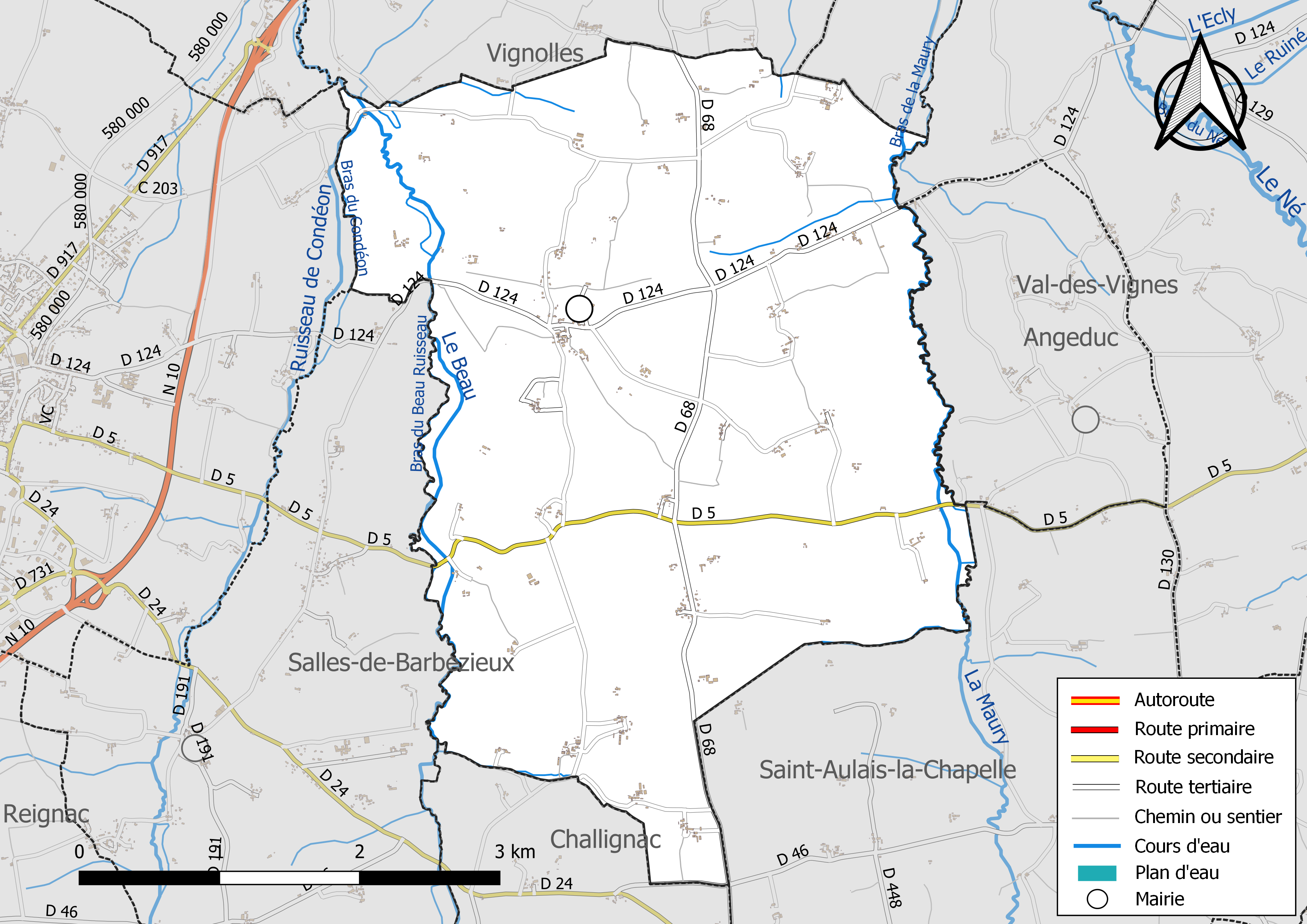
Réseaux hydrographique et routier de Saint-Bonnet.

La commune est située dans le bassin versant de la Charente au sein du Bassin Adour-Garonne. Elle est drainée par la Maury, le Beau, le ruisseau de Condéon, et par divers petits cours d'eau, qui constituent un réseau hydrographique de 16 km de longueur totale,.
La commune de Saint-Bonnet est limitée à l'ouest par le ruisseau du Beau et à l'est par la Maury, sous-affluents du Né qui se jette dans la Charente.

#### Gestion des eaux
Le territoire communal est couvert par le schéma d'aménagement et de gestion des eaux (SAGE) « Charente ». Ce document de planification, dont le territoire correspond au bassin de la Charente, d'une superficie de 9 300 km2, a été approuvé le 19 novembre 2019. La structure porteuse de l'élaboration et de la mise en œuvre est l'établissement public territorial de bassin Charente. Il définit sur son territoire les objectifs généraux d’utilisation, de mise en valeur et de protection quantitative et qualitative des ressources en eau superficielle et souterraine, en respect des objectifs de qualité définis dans le troisième SDAGE  du Bassin Adour-Garonne qui couvre la période 2022-2027, approuvé le 10 mars 2022.

### Climat
Comme dans les trois quarts sud et ouest du département, le climat est océanique aquitain.

### Végétation
La commune est assez grande. Peu boisée, Saint-Bonnet est une commune agricole, principalement céréalière et viticole.

## Urbanisme

### Typologie
Au 1er janvier 2024, Saint-Bonnet est catégorisée commune rurale à habitat très dispersé, selon la nouvelle grille communale de densité à 7 niveaux définie par l'Insee en 2022.
Elle est située hors unité urbaine. Par ailleurs la commune fait partie de l'aire d'attraction de Barbezieux-Saint-Hilaire, dont elle est une commune de la couronne,. Cette aire, qui regroupe 25 communes, est catégorisée dans les aires de moins de 50 000 habitants,.

### Occupation des sols
L'occupation des sols de la commune, telle qu'elle ressort de la base de données européenne d’occupation biophysique des sols Corine Land Cover (CLC), est marquée par l'importance des territoires agricoles (95 % en 2018), une proportion identique à celle de 1990 (95 %). La répartition détaillée en 2018 est la suivante : 
terres arables (51,8 %), zones agricoles hétérogènes (27,7 %), cultures permanentes (12,1 %), forêts (5 %), prairies (3,5 %). L'évolution de l’occupation des sols de la commune et de ses infrastructures peut être observée sur les différentes représentations cartographiques du territoire : la carte de Cassini (XVIIIe siècle), la carte d'état-major (1820-1866) et les cartes ou photos aériennes de l'IGN pour la période actuelle (1950 à aujourd'hui).

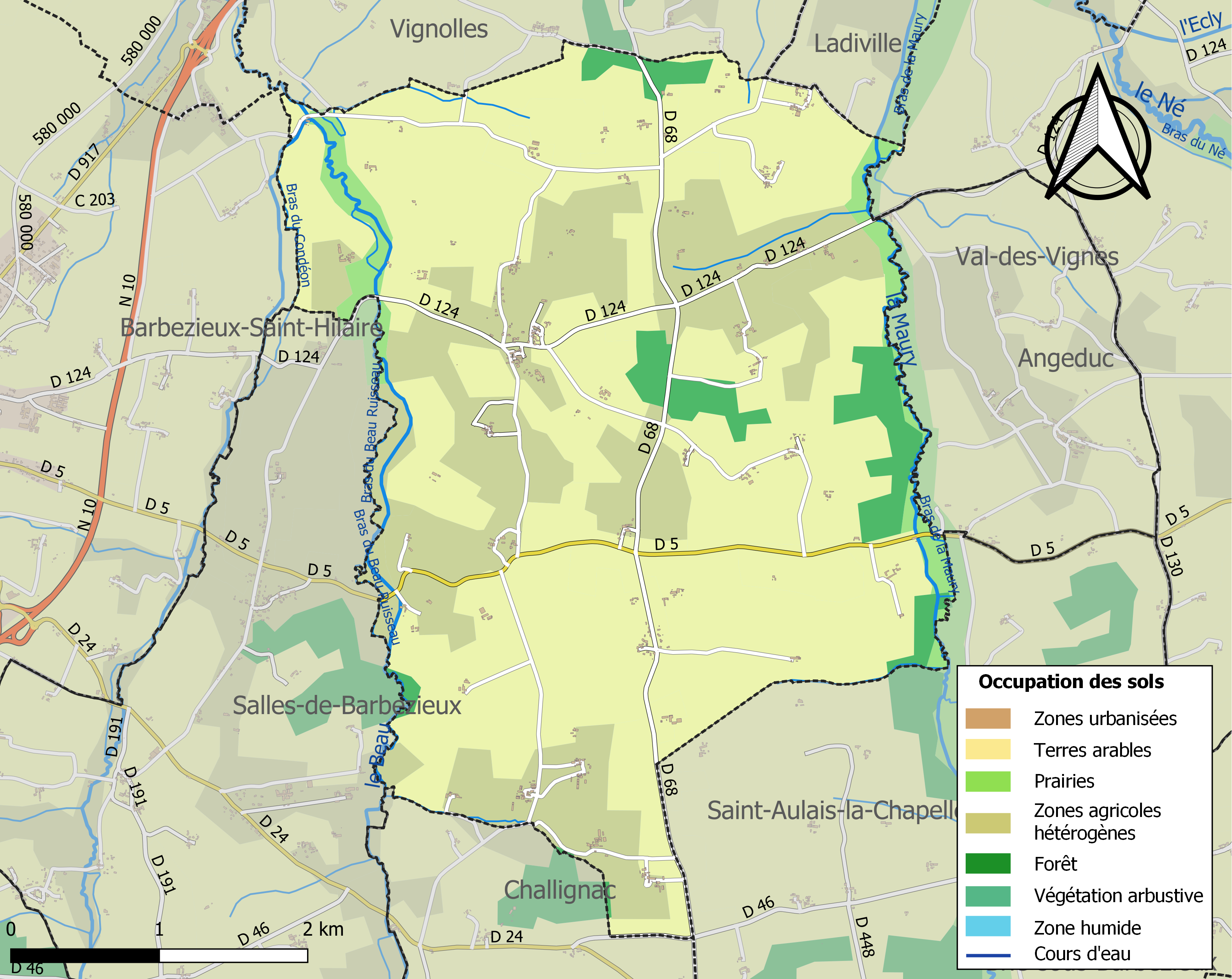
Carte des infrastructures et de l'occupation des sols de la commune en 2018 (CLC).

### Risques majeurs
Le territoire de la commune de Saint-Bonnet est vulnérable à différents aléas naturels : météorologiques (tempête, orage, neige, grand froid, canicule ou sécheresse) et séisme (sismicité faible). Un site publié par le BRGM permet d'évaluer simplement et rapidement les risques d'un bien localisé soit par son adresse soit par le numéro de sa parcelle.

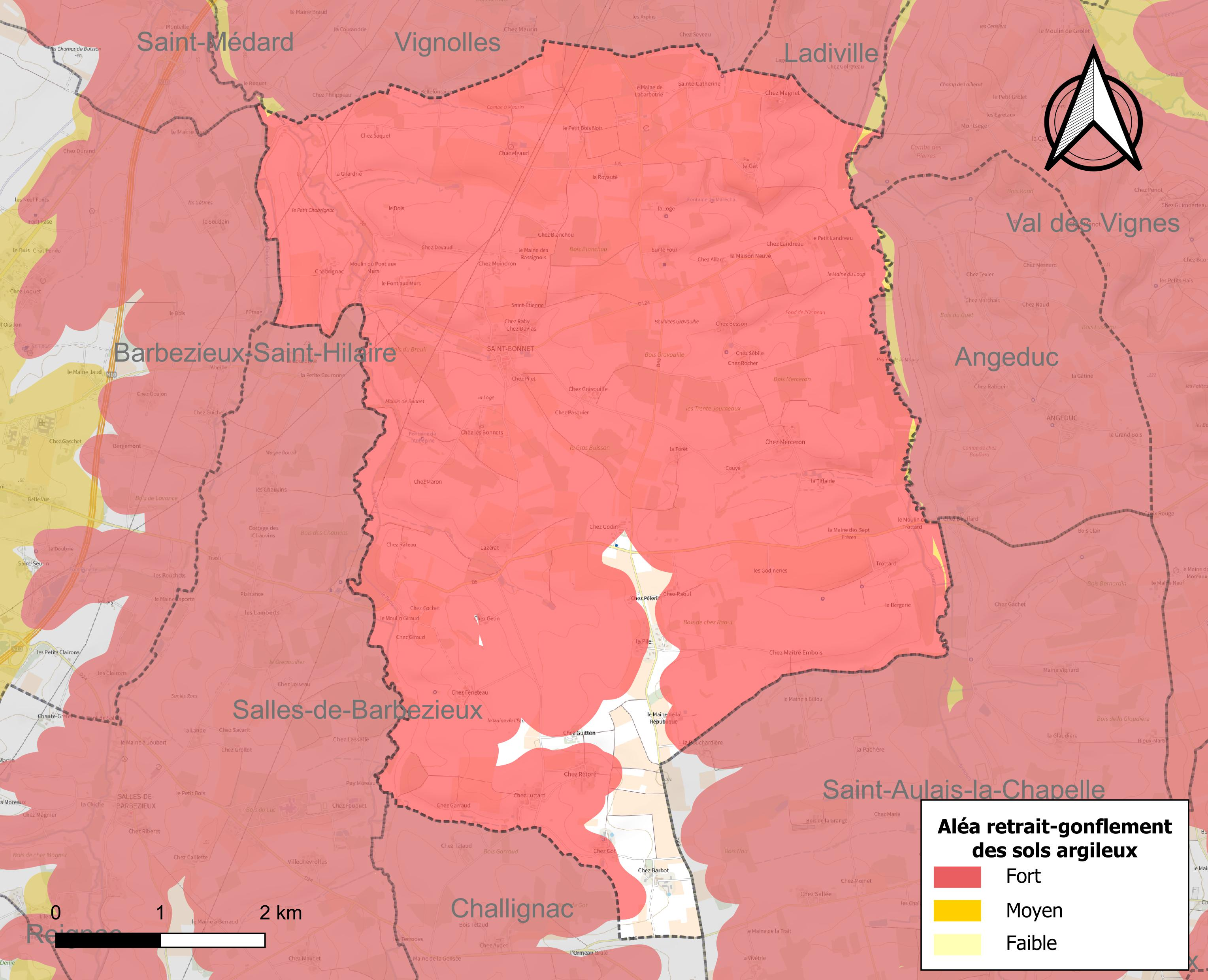
Carte des zones d'aléa retrait-gonflement des sols argileux de Saint-Bonnet.

Le retrait-gonflement des sols argileux est susceptible d'engendrer des dommages importants aux bâtiments en cas d’alternance de périodes de sécheresse et de pluie. 94,6 % de la superficie communale est en aléa moyen ou fort (67,4 % au niveau départemental et 48,5 % au niveau national). Sur les 210 bâtiments dénombrés sur la commune en 2019,  195 sont en aléa moyen ou fort, soit 93 %, à comparer aux 81 % au niveau départemental et 54 % au niveau national. Une cartographie de l'exposition du territoire national au retrait gonflement des sols argileux est disponible sur le site du BRGM,.
Par ailleurs, afin de mieux appréhender le risque d’affaissement de terrain, l'inventaire national des cavités souterraines permet de localiser celles situées sur la commune.
La commune a été reconnue en état de catastrophe naturelle au titre des dommages causés par les inondations et coulées de boue survenues en 1982, 1986, 1999 et 2016. Concernant les mouvements de terrains, la commune a été reconnue en état de catastrophe naturelle au titre des dommages causés par des mouvements de terrain en 1999.

## Toponymie
Les formes anciennes sont Sanctus Bonitus en 1271, Sanctus Bonetus au XIIIe siècle.
Saint Bonnet (en latin, Bonitus) était évêque de Clermont à la fin du VIIe siècle. Il a donné son nom à une quarantaine de communes, situées en Auvergne et le sud de la France.
Pendant la Révolution, la commune s'est appelée provisoirement Bonnet-Rouge.

## Histoire
Saint-Bonnet était connue autrefois pour sa production de vins blancs, avant la crise du phylloxéra.
Au Moyen Âge, l'église de Saint-Bonnet dépendait du prieuré de Barbezieux et la terre de Saint-Bonnet était une possession des seigneurs de Barbezieux.
Au sud-est de la commune, s'élevait le petit logis de Trotard (ou Trottard d'après l'orthographe actuelle), qui vers la fin du XVIe siècle, appartenait à Georges Géraud, écuyer. Aux XVIIe et XVIIIe siècles, il appartenait à la famille de Toyon, dont un membre, Jean-Gédéon, fut capitaine au régiment Dauphin-Infanterie et chevalier de Saint-Louis.
Pendant la première moitié du XXe siècle, la commune était desservie par la petite ligne ferroviaire d'intérêt local à voie métrique des Chemins de fer économiques des Charentes allant de Barbezieux à Angoulême appelée le Petit Mairat.

## Administration

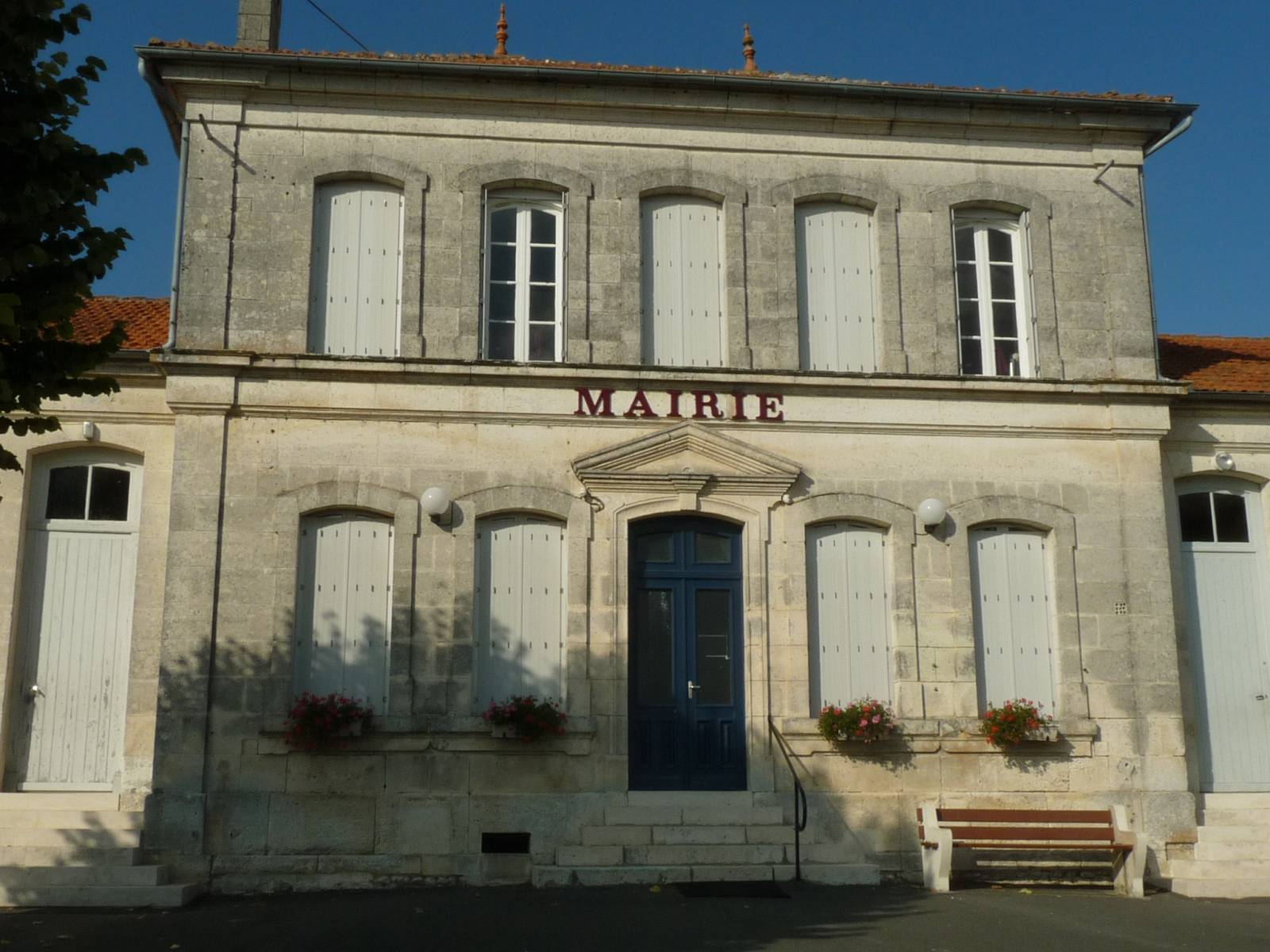
La mairie.

| Période                                  | Période  | Identité         | Étiquette | Qualité      |
| ---------------------------------------- | -------- | ---------------- | --------- | ------------ |
| Les données manquantes sont à compléter. |          |                  |           |              |
| 1995                                     | 2008     | Maurice Fougeret |           |              |
| 2008                                     | 2014     | Isabelle Bureau  | NC-UDI    | Agricultrice |
| 2014                                     | En cours | Eric Vépierre    |           |              |

### Région
À la suite de la réforme administrative de 2014 ramenant le nombre de régions de France métropolitaine de 22 à 13, le département de la Charente fait partie depuis le 1er janvier 2016 de la région Nouvelle-Aquitaine, dont le chef-lieu est Bordeaux. De 1972 au 31 décembre 2015, il a fait partie de la région Poitou-Charentes, dont le chef-lieu était Poitiers.

## Démographie

### Évolution démographique
L'évolution du nombre d'habitants est connue à travers les recensements de la population effectués dans la commune depuis 1793. Pour les communes de moins de 10 000 habitants, une enquête de recensement portant sur toute la population est réalisée tous les cinq ans, les populations de référence des années intermédiaires étant quant à elles estimées par interpolation ou extrapolation. Pour la commune, le premier recensement exhaustif entrant dans le cadre du nouveau dispositif a été réalisé en 2005.

En 2022, la commune comptait 407 habitants, en évolution de +1,24 % par rapport à 2016 (Charente : −0,48 %, France hors Mayotte : +2,11 %).
| 1793 | 1800 | 1806 | 1821 | 1831 | 1841 | 1846 | 1851 | 1856 |
| ---- | ---- | ---- | ---- | ---- | ---- | ---- | ---- | ---- |
| 848  | 866  | 675  | 772  | 846  | 846  | 868  | 874  | 869  |

| 1861 | 1866 | 1872 | 1876 | 1881 | 1886 | 1891 | 1896 | 1901 |
| ---- | ---- | ---- | ---- | ---- | ---- | ---- | ---- | ---- |
| 828  | 800  | 779  | 717  | 693  | 608  | 529  | 516  | 524  |

| 1906 | 1911 | 1921 | 1926 | 1931 | 1936 | 1946 | 1954 | 1962 |
| ---- | ---- | ---- | ---- | ---- | ---- | ---- | ---- | ---- |
| 531  | 540  | 544  | 534  | 576  | 572  | 519  | 534  | 522  |

| 1968 | 1975 | 1982 | 1990 | 1999 | 2005 | 2006 | 2010 | 2015 |
| ---- | ---- | ---- | ---- | ---- | ---- | ---- | ---- | ---- |
| 470  | 415  | 369  | 374  | 337  | 365  | 373  | 372  | 398  |

| 2020 | 2022 | - | - | - | - | - | - | - |
| ---- | ---- | - | - | - | - | - | - | - |
| 406  | 407  | - | - | - | - | - | - | - |

### Pyramide des âges
La population de la commune est relativement âgée.
En 2018, le taux de personnes d'un âge inférieur à 30 ans s'élève à 28,8 %, soit en dessous de la moyenne départementale (30,2 %). À l'inverse, le taux de personnes d'âge supérieur à 60 ans est de 31,8 % la même année, alors qu'il est de 32,3 % au niveau départemental.
En 2018, la commune comptait 201 hommes pour 206 femmes, soit un taux de 50,61 % de femmes, légèrement inférieur au taux départemental (51,59 %).
Les pyramides des âges de la commune et du département s'établissent comme suit.
| Hommes | Classe d’âge | Femmes |
| ------ | ------------ | ------ |
| 0,5    | 90 ou +      | 2,4    |
| 8,0    | 75-89 ans    | 8,8    |
| 23,4   | 60-74 ans    | 20,5   |
| 21,9   | 45-59 ans    | 20,5   |
| 17,9   | 30-44 ans    | 18,5   |
| 9,0    | 15-29 ans    | 10,2   |
| 19,4   | 0-14 ans     | 19,0   |

| Hommes | Classe d’âge | Femmes |
| ------ | ------------ | ------ |
| 1      | 90 ou +      | 2,7    |
| 9,2    | 75-89 ans    | 12     |
| 20,6   | 60-74 ans    | 21,3   |
| 20,7   | 45-59 ans    | 20,3   |
| 16,8   | 30-44 ans    | 16     |
| 15,6   | 15-29 ans    | 13,4   |
| 16,1   | 0-14 ans     | 14,3   |

## Économie

### Agriculture
La viticulture est une activité importante de Saint-Bonnet, qui est située en Petite Champagne, dans la zone d'appellation d'origine contrôlée du cognac.
Certains producteurs vendent cognac, pineau des Charentes et vin de pays à la propriété.

## Équipements, services et vie locale

### Enseignement
L'école est un RPI entre Barbezieux-Saint-Hilaire, Salles-de-Barbezieux et Saint-Bonnet. Saint-Hilaire accueille l'école primaire, et Salles et Saint-Bonnet les écoles élémentaires. L'école de Saint-Bonnet comporte une seule classe. Le secteur du collège est Barbezieux.

## Lieux et monuments

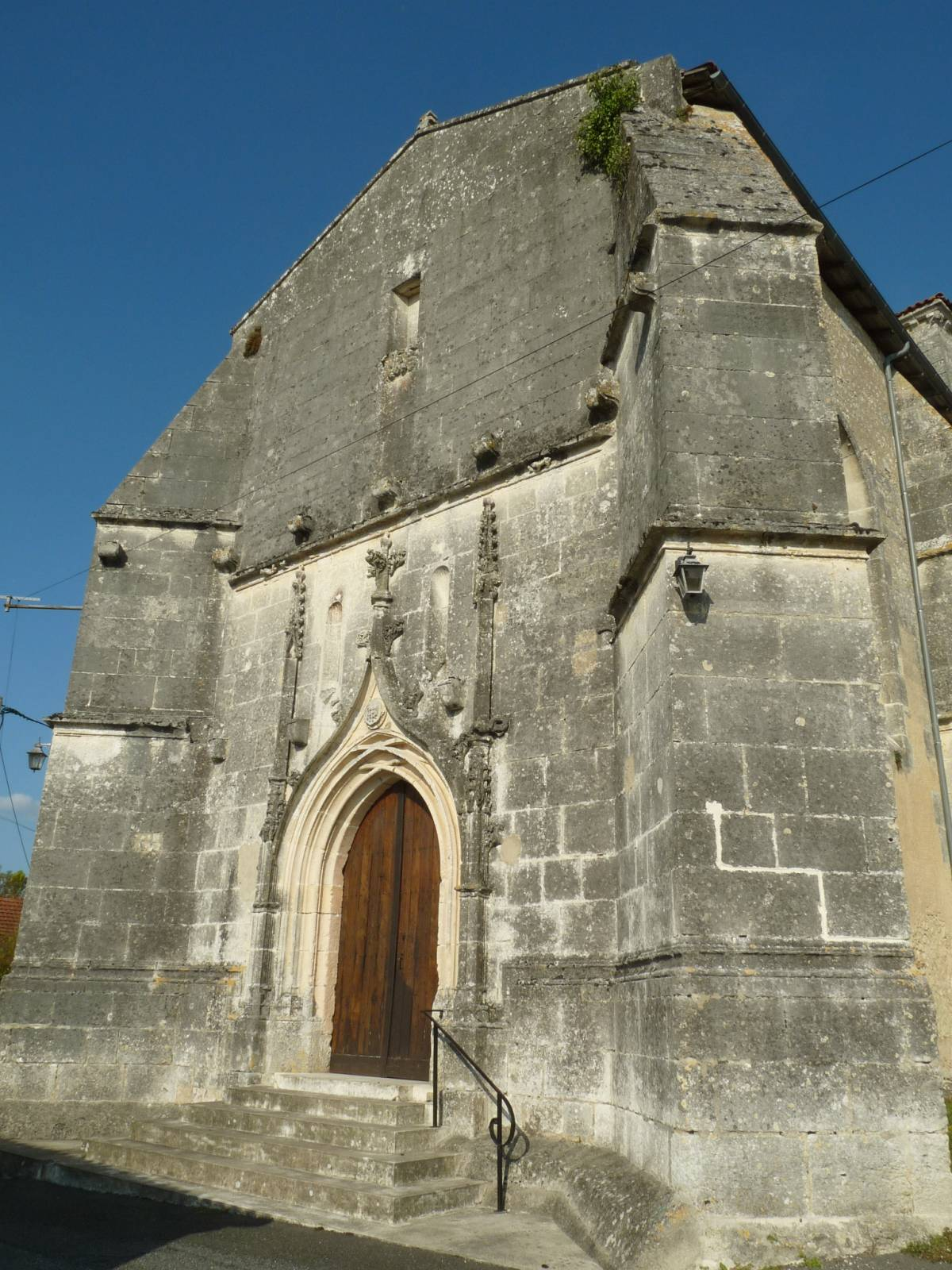
L'église.

L'église paroissiale Saint-Bonnet date du XIIe ou XIIIe siècle, remaniée au XVe siècle. Elle est remarquable par la déviation de son axe, symbolisant la tête penchée du Christ lors de sa mort. Elle est inscrite partiellement aux monuments historiques depuis 1948 (portail, façade ouest).

## Personnalités liées à la commune

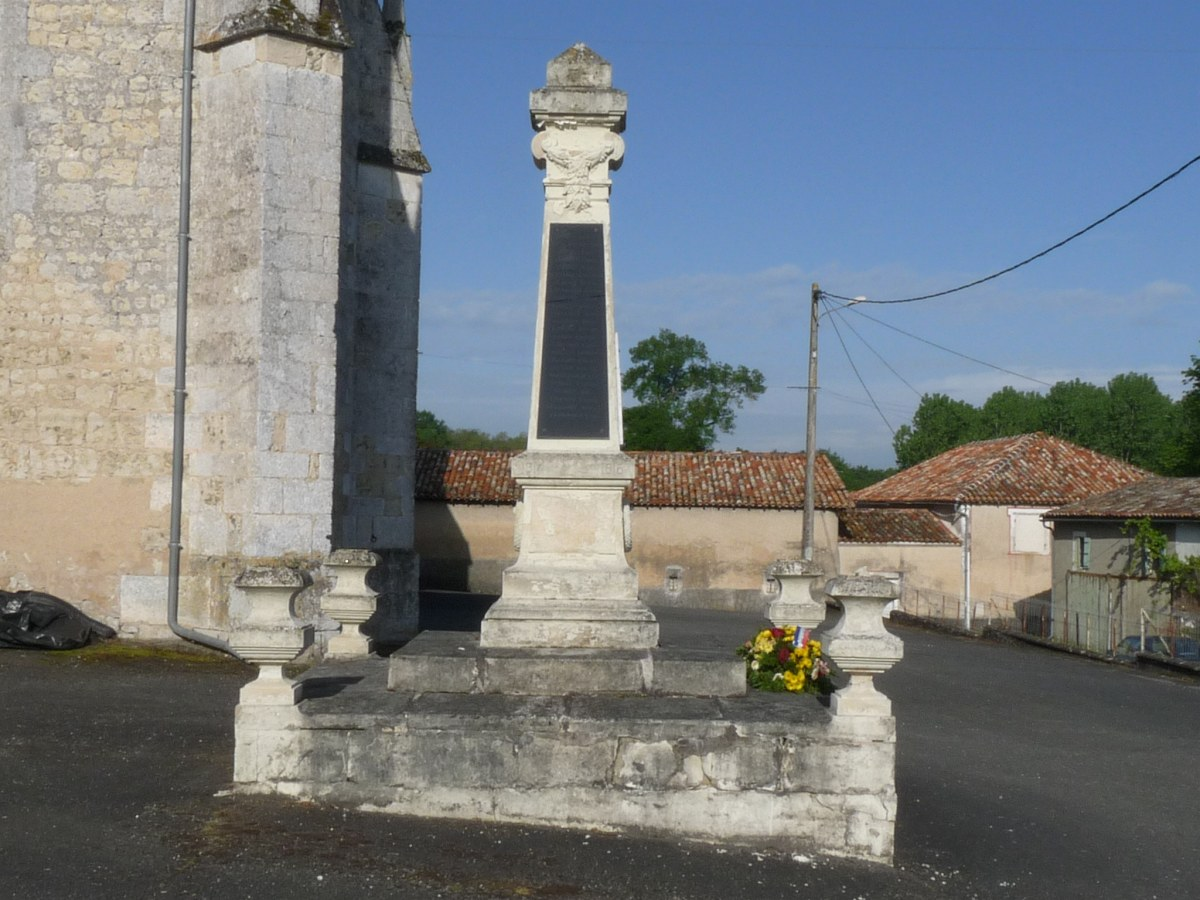
Le monument aux morts